# Château de Fallavier
Le château de Fallavier est un ancien château fort, du XIIIe siècle, centre de la seigneurie de Fallavier, dont les vestiges se dressent sur la commune française de Saint-Quentin-Fallavier dans le département de l'Isère en région Auvergne-Rhône-Alpes.

## Localisation
Le château de Fallavier est situé dans le département français de l'Isère sur la commune de Saint-Quentin-Fallavier. Il se dresse sur la colline du Relong à 3 kilomètres au sud-est au bord d'un étang de 136 hectares, à 344 mètres d'altitude et occupe une position dominante sur les environs. À l'est du château, sur un monticule qu'elle couronne, subsistent les traces d'une motte fossoyée.

## Historique
Son histoire commence en 877 lorsqu'un édit de Charles le Chauve demande que la forêt de Planèze et des Côtes de Fallavier soit protégée. Le château est propriété des Beauvoir de Marc vers l’an mil.
Guillaume de Beauvoir est en 1233 le seigneur de Fallavier et prête hommage au chapitre de Saint-Maurice. En 1242 il vend sa possession en fief oblat à l'évêque de Clermont, puis à l'archevêque de Vienne en 1247.
Le château de Fallavier existait avant 1250. Il a été agrandi et renforcé au cours du XIIIe siècle par les comtes de Savoie. En 1360 il est acquis par le roi de France qui le cède en 1369 à Jean, comte de Genève, et passe en la maison de Thoire-Villars. Il sera repris par le roi sur Odon de Villars en 1406. En 1430 il est pris par le prince d'Orange. Passé par mariage à Dunois, il le défend contre le dauphin, le futur Louis XI. En 1436, le magasin d'armes contient deux balistes, quatre canons et deux bombardes. La poudre est stockée dans un cellier, au-milieu des salaisons, des pois chiches, des pots de miel et les tonneaux de vin.
Peu à peu délaissé, il semble plus ou moins en ruines dès le XVIIe siècle.
Sous la direction de son dernier propriétaire, Gabriel Mérard, des bénévoles le restaurent pendant les années 1970. Depuis 1992, le château appartient à la commune de Saint-Quentin-Fallavier. Des travaux de restauration ont été réalisés par les bénévoles de l'association Chantier Histoire et Architecture Médiévales entre 2002 et 2007.
Le château de Fallavier a également servi au début du XXIe siècle de décor pour de nombreuses scènes en extérieur de la série Kaamelott écrite et réalisée par Alexandre Astier.

### Châtellenie de Fallavier
La châtellenie de Fallavier (Viennois savoyard) nous a donné le plus ancien compte de châtellenie connu à ce jour qui recense les revenus et les dépenses des années 1246-1247.

## Description

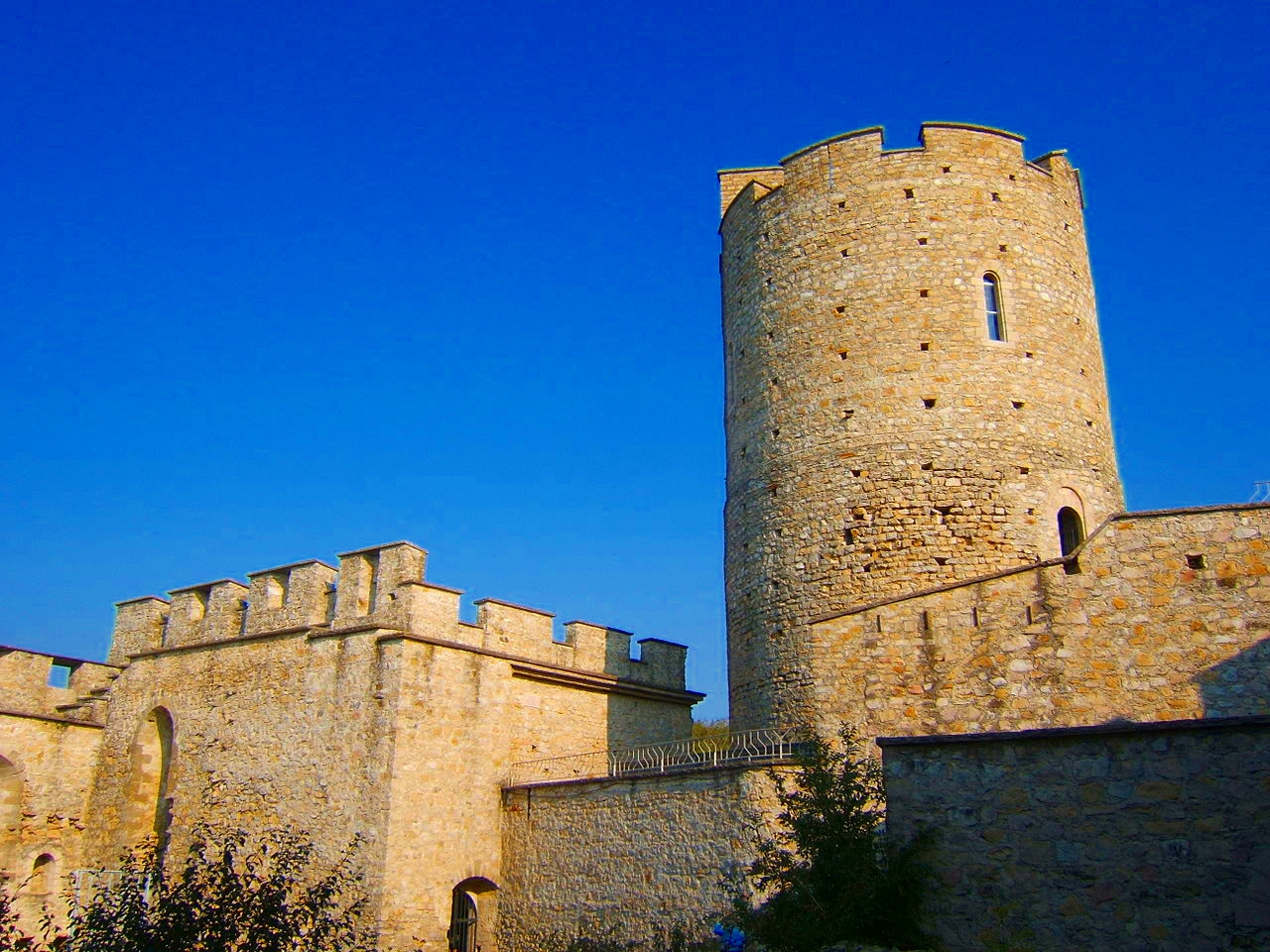
Le donjon du château de Fallavier.

Un fossé, disparu, et un premier mur d'enceinte, en bon état de conservation, délimitent une surface d'un hectare et demi. Une deuxième enceinte entoure les bâtiments du château lui-même, placé contre le mur nord de la première enceinte. Le donjon circulaire de 32 mètres à l'origine, haut encore de 25 mètres de nos jours, est placé dans l'angle est de la deuxième enceinte et isolé du château proprement dit par une muraille. Un étroit escalier creusé dans le mur du donjon permet d'en atteindre le sommet, où la vue est évidemment panoramique (table d'orientation). Autour, les bâtiments ruinés sont encore impressionnants. On distingue en particulier les fenêtres de la chapelle côté nord. L'eau nécessaire au quotidien provenait d'un puits creusé dans l'enceinte du château.

## Le château dans la culture

### Télévision
Le château a servi de décors pour le court-métrage "Dies irae", pilote de la future série télévisée Kaamelott réalisée par Alexandre Astier.